# Jimmy Hughes (Sänger)

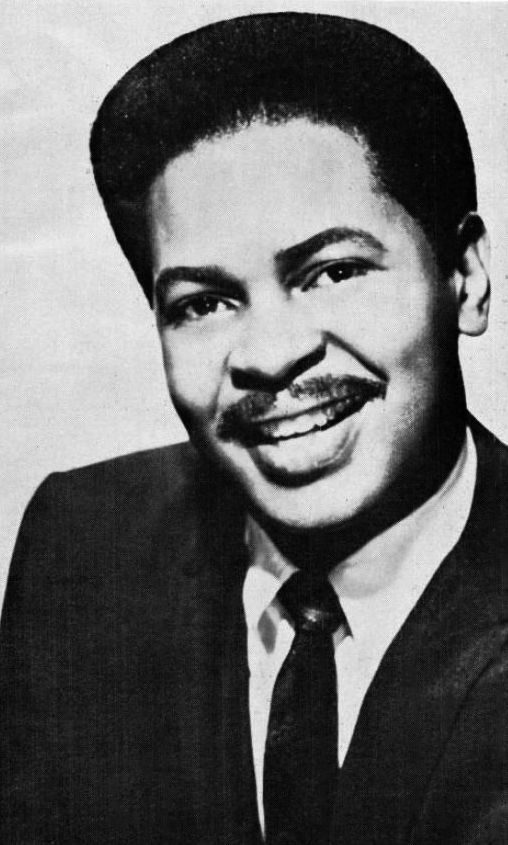
Jimmy Hughes (1967)

Jimmy Hughes (* 1938 in Florence (Alabama)) ist ein amerikanischer R&B-Sänger der 1960er Jahre. Seine größten Hits sind Steal Away (1964), Neighbor, Neighbor (1966) und Why Not Tonight (1967).

## Leben
Hughes, ein Cousin von Percy Sledge, war bereits im Alter von acht Jahren Leadsänger im örtlichen Kirchenchor. Er war Mitglied in einigen Gospelgruppen, bevor er 1962 den R&B-Produzenten Rick Hall kennenlernte und bei dessen Label FAME Records unter Vertrag genommen wurde. Bis 1963 erschienen die Singles I’m Qualified und  Everybody Let’s Dance, die jedoch unbeachtet blieben.
Der Durchbruch folgte 1964 mit der aus Hughes’ Feder stammenden Blues-Ballade Steal Away, die Platz zwei der R&B- und Platz 17 der Popcharts erreichte. Das Lied begründete den Ruf des FAME-Labels als R&B-Mekka. Mit Try Me, einer Coverversion des Liedes von James Brown aus dem Jahr 1958, folgte ein kleinerer Hit. Nach einigen erfolglosen Singles, hatte Hughes 1966 mit der für ihn untypischen Uptempo-Nummer Neighbor, Neighbor einen weiteren großen Hit. Das Lied erreichte Platz vier der R&B-Charts. Danach schaffte es I Worship the Ground You Walk On immerhin noch in die R&B-Top-30.
1967 erschien Why Not Tonight, eine Auskopplung vom gleichnamigen Album. Diese flehende Soulballade war durch den für Hughes typischen intensiven, weinenden Gesangsstil geprägt und schaffte es auf Platz 5 der R&B-Charts. Anschließend trennte sich der Sänger von Hall und nahm ein Album bei Volt Records auf. Der Titel I Like Everything About You erreichte 1968 Platz 21 der R&B-Charts, weitere kommerzielle Erfolge blieben jedoch aus. Bis Mitte der 1970er Jahre trat Hughes noch gelegentlich aus, zog sich dann aber aus dem Musikgeschäft zurück.

## Diskografie

### Studioalben
- 1964: Steal Away (Vee-Jay 1102)
- 1967: Why Not Tonight? (ATCO 33-209)
- 1969: Something Special (Volt 6003; VÖ: 4. Februar)

### Kompilationen
- 1984: Soul Neighbours (Splitalbum mit Joe Simon; Charly R&B 1086)
- 1993: Something Special (Splitalbum mit Joe Hicks; Stax 098; VÖ: 23. Juni)
- 2008: The Best of Jimmy Hughes (Fame 2k0003; VÖ: 14. Oktober)
- 2009: Steal Away: The Early Fame Recordings (Kent 324; VÖ: 29. September)
- 2010: Why Not Tonight?: The Fame Recordings Volume 2 (Kent 331)
- 2010: Something Extra Special: The Complete Volt Recordings 1968–1971 (Kent 341; VÖ: 3. August)

### Singles
| Jahr | Titel Album                                       | Höchstplatzierung, Gesamtwochen, AuszeichnungChartplatzierungen (Jahr, Titel, Album, Platzierungen, Wochen, Auszeichnungen, Anmerkungen) | Höchstplatzierung, Gesamtwochen, AuszeichnungChartplatzierungen (Jahr, Titel, Album, Platzierungen, Wochen, Auszeichnungen, Anmerkungen) | Anmerkungen                                                                                               |
| Jahr | Titel Album                                       | US | R&B | Anmerkungen                                                                                               |
| ---- | ------------------------------------------------- | --- | --- | --- |
| 1964 | Steal Away                                        | US17 (12 Wo.)US | R&B2 (19 Wo.)R&B | Erstveröffentlichung: Mai 1964 Autor: Jimmy Hughes                                                        |
| 1964 | Try Me Steal Away                                 | US65 (4 Wo.)US | R&B36 (4 Wo.)R&B | Erstveröffentlichung: September 1964 Autor: James Brown Original: James Brown and the Famous Flames, 1958 |
| 1966 | Neighbor, Neighbor Steal Away                     | US65 (6 Wo.)US | R&B4 (12 Wo.)R&B | Erstveröffentlichung: Mai 1966 Autor: Huey Meaux                                                          |
| 1966 | I Worship the Ground You Walk On Why Not Tonight? | — | R&B25 (5 Wo.)R&B | Erstveröffentlichung: August 1966 Autoren: Dan Penn, Dewey Lindon Oldham Jr.                              |
| 1967 | Why Not Tonight Why Not Tonight?                  | US90 (2 Wo.)US | R&B5 (12 Wo.)R&B | Erstveröffentlichung: Januar 1967 Autor: James Gilreath                                                   |
| 1968 | It Ain’t What You Got                             | — | R&B43 (3 Wo.)R&B | Erstveröffentlichung: November 1967 Autor: Jimmy Hughes                                                   |
| 1968 | I Like Everything About You Something Special     | — | R&B21 (9 Wo.)R&B | Erstveröffentlichung: August 1968 Autoren: Billy Davis, George Gordy, Ivy Jo Hunter                       |

Weitere Singles
- 1962: I’m Qualified (VÖ: November)
- 1963: Everybody Let’s Dance (VÖ: Oktober)
- 1964: I Want Justice (VÖ: November)
- 1965: Goodbye My Lover Goodbye (VÖ: Februar)
- 1965: You Really Know How to Hurt a Guy (You Really Know How to Make Him Cry) (VÖ: Juni)
- 1965: Midnight Affair (VÖ: November)
- 1967: Don’t Lose Your Good Thing (VÖ: Juni)
- 1967: Hi-Heel Sneakers (VÖ: August)
- 1968: Let ’Em Down Baby (VÖ: Dezember)
- 1969: Chains of Love (VÖ: Juni)
- 1969: I’m So Glad (VÖ: Oktober)
- 1971: Just Ain’t as Strong as I Used to Be (You Done Fed Me Sumpin’) (VÖ: Juni)